# Jacky (張學友專輯)
《Jacky》是香港歌手張學友發行的第四張粵語專輯，也是第六張錄音室專輯，唱片製作人歐丁玉，由寶麗金唱片公司製作並於1987年6月26日發行。雖然該張專輯銷售量截至當年年底僅有五萬張，遠不及前三張粵語專輯的銷售量，但該張專輯仍收錄了《沉默的眼睛》與《太陽星辰》等經典粵語歌曲，其中前者是改編自日本組合安全地帶的著名作品《Friend》，後者則是改編自日本歌手德永英明的代表作品《Birds》，並為張學友在當年拿到多個樂壇大獎，且被認為是可以改變粵語流行音樂曲風的歌曲之一。此外，《迷情》及其國語版《思念》是羅大佑為其創作的歌曲，並作為當年上映的電影《意亂情迷》的主題曲。

## 曲目
| 曲序     | 曲目         |          | 作曲            | 编曲         | 备注 | 时长  |
| -------- | ------------ | -------- | --------------- | ------------ | --- | ----- |
| 1.       | 夜深         | 小鯨魚   | Diane Warren    | Richard Yuen | 改編自美國歌手El DeBarge的《Private Line》 國語版為《夜深》                                                                      | 3:27  |
| 2.       | 沉默的眼睛   | 陳少琪   | 玉置浩二        | 松本敏郎     | 第二主打 改編自日本組合安全地帶的《Friend》 國語版為《沉默的眼睛》 同曲曲目：陳百強《細想》（粵語）、順子《Dear Friend》（國語） | 3:59  |
| 3.       | 真空十九小時 | 林夕     | 高橋研          | 渡邊茂樹     | 改編自日本歌手中村步美的《翼の折れたエンジェル》                                                                                 | 3:45  |
| 4.       | 不變的俏面   | 雨言     | 陳美威          | 蕭唯枕       | 國語版為《是悲是喜》 | 4:12  |
| 5.       | 迷情         | 林振強   | 羅大佑          | 盧東尼       | 第三主打 電影《意亂情迷》主題曲 《思念》粵語版                                                                                   | 4:11  |
| 6.       | 太陽星辰     | 林振強   | 德永英明        | 盧東尼       | 第一主打 改編自日本歌手德永英明的《BIRDS》 國語版為《太陽星辰》                                                                  | 4:06  |
| 7.       | Maria        | 林夕     | Drafi Deutscher | 倫永亮       | 改編自德國歌手Drafi Deutscher的《You Want Love (Maria, Maria)》 國語版為《瑪麗亞》                                               | 4:13  |
| 8.       | 愛因斯坦     | 林振強   | 椎名和夫        | 渡邊茂樹     | | 3:59  |
| 9.       | 等你         | 林敏驄   | 林敏怡          | 渡邊茂樹     | 國語版為《等你》 | 3:44  |
| 10.      | 最後的告別   | 劉毓華   | 德永英明        | 盧東尼       | 改編自日本歌手德永英明的《》 | 4:32  |
| 总时长： | 总时长：     | 总时长： | 总时长：        | 总时长：     | 总时长： | 40:09 |

## 音樂錄像

### 非原人演出
- 沉默的眼睛（寶麗金卡拉OK碟聖張學友原裝卡拉OK精選Vol.2（1993年，原聲））
- 太陽星辰（寶麗金卡拉OK碟聖4巨星原裝金曲（1991年，原聲）、寶麗金卡拉OK碟聖張學友原裝金曲精選（1992年，原聲））
- 最後的告別（寶麗金卡拉OK碟聖張學友原裝卡拉OK精選Vol.2（1993年，原聲））

## 獎項
- 1987年度十大勁歌金曲頒獎典禮

- 「十大勁歌金曲」：《太陽星辰》

- 1987年度十大中文金曲頒獎典禮

- 「十大中文金曲」：《太陽星辰》

- 1988年度香港金唱片頒獎典禮

- 「白金唱片」：《Jacky》

- 第十屆十大中文歌曲擂台陣

- 「十大中文歌曲」：《太陽星辰》